# Puccinia schoenus
Puccinia schoenus är en svampart som beskrevs av G. Cunn. 1930. Puccinia schoenus ingår i släktet Puccinia och familjen Pucciniaceae.   Inga underarter finns listade i Catalogue of Life.